# ミリ波画像伝送用及びミリ波データ伝送用特定小電力無線局
ミリ波画像伝送用及びミリ波データ伝送用特定小電力無線局（ミリはがぞうでんそうようおよびミリはデータでんそうようとくていしょうでんりょくむせんきょく）は、過去にあった特定小電力無線局の一種である。

## 定義
総務省令電波法施行規則第6条第4項第2号(12)に、
ミリ波画像伝送（ミリメートル波帯の周波数の電波を使用して行う画像伝送をいう。）用及びミリ波データ伝送（ミリメートル波帯の周波数の電波を使用して行うデータ伝送をいう。）用で使用するものであつて、57GHzを超え66GHz以下の周波数の電波を使用するもの
と定義していた。
促音の表記は原文ママ

## 概要
特定小電力無線局として共通の特徴は、特定小電力無線局#概要を参照。
電波産業会（略称ARIB）が、無線設備規則第49条の14第13号及び関連告示の技術基準を含めて、標準規格
- ARIB STD-T69 特定小電力無線局ミリ波画像伝送用無線設備[2]
- ARIB STD-T74 特定小電力無線局ミリ波データ伝送用無線設備（超高速無線LANシステム）[3]

を策定していた。
画像伝送用は集合住宅での共同視聴に、データ伝送用は高速無線LANに用いられる。

## 技術的条件
| 周波数  | 空中線電力                                                                          | 空中線（アンテナ）の絶対利得 |
| ------- | ----------------------------------------------------------------------------------- | ---------------------------- |
| 60.5GHz | 0.01W以下                                                                           | 40dB以下                     |
| 76.5GHz | 0.01W以下                                                                           | 40dB以下                     |
| 79.5GHz | 0.01W以下 但し占有周波数帯幅が2GHz以下の場合は1MHzの帯域幅における平均電力が5μW以下 | 35dB以下                     |

- 混信防止機能
  - 受信した電波の変調その他の特性を識別することにより、自局が発射した電波の反射波と他の無線局が発射した電波を判別できること
  - 60.5GHzおよび76.5GHzは、計測時以外は電波の発射を停止する機能を搭載すること。

## 沿革
2000年（平成12年）
- 特定小電力無線局の一種として制度化[4][5]
- ARIBが「 STD-T69」を制定[2]

2001年（平成13年）- ARIBが「 STD-T74」を制定
2007年（平成19年）- 電波の利用状況調査の中で、3.4GHz以上の免許不要局の出荷台数が公表

- 以降、三年周期で公表された。

2015年（平成27年）- 特定小電力無線局から削除
- 小電力データ通信システムの無線局の一種とされた。既存のものも小電力データ通信システムの無線局とみなされる。[7]

2016年（平成28年）- ARIBは制度改定を受け標準規格を改廃
- ARIB STD-T69は「小電力データ通信システム／ミリ波画像伝送用無線設備」と改称[2]
- ARIB STD-T74は「ARIB STD-T117 小電力データ通信システム／60GHz帯超高速スループットワイヤレスLANシステム」に置き換えられ廃止[3]

### 出荷台数
|                          | 年度       | 年度       | 年度       | 出典                                              |
| ------------------------ | ---------- | ---------- | ---------- | ------------------------------------------------- |
| 周波数                   | 平成15年度 | 平成16年度 | 平成17年度 | 第2章電波利用システムごとの調査結果（免許不要局） |
| 62.5GHz                  | 67         | 110        | 246        | 第2章電波利用システムごとの調査結果（免許不要局） |
| 周波数                   | 平成18年度 | 平成19年度 | 平成20年度 | 第2章電波利用システムごとの調査結果（免許不要局） |
| 59-66GHz                 | 204        | 106        | 607        | 第2章電波利用システムごとの調査結果（免許不要局） |
| 周波数                   | 平成21年度 | 平成22年度 | 平成23年度 | 第2章電波利用システムごとの調査結果（免許不要局） |
| 62.5GHz                  | 17,433     | 1,123      | 4,130      | 第2章電波利用システムごとの調査結果（免許不要局） |
| 周波数                   | 平成24年度 | 平成25年度 | 平成26年度 | 第2章電波利用システムごとの調査結果（免許不要局） |
| 57-66GHz                 | 4,683      | 9,032      | 7,718      | 第2章電波利用システムごとの調査結果（免許不要局） |
| 周波数                   | 平成27年度 | 平成28年度 | 平成29年度 | 第2章電波利用システムごとの調査結果（免許不要局） |
| 57-66GHz                 | 161        | 32         | 12         | 第2章電波利用システムごとの調査結果（免許不要局） |
| 周波数の表記は出典の通り |            |            |            |                                                   |

## 旧技術基準による機器の使用期限
無線設備規則のスプリアス発射等の強度の許容値に関する技術基準の改正により、旧技術基準に基づき認証された適合表示無線設備に使用期限が設定された。
特定小電力無線局から小電力データ通信システムとなったことによる使用期限の変更はない。
この期限は、後にコロナ禍により延期されている。
詳細は特定小電力無線局#旧技術基準による機器の使用期限を参照。